# Орсель, Клер
Клер Орсель (фр. Claire Orcel; род. 2 декабря 1997, Уккел) — бельгийская легкоатлетка, специализирующаяся в прыжках в высоту. Четырёхкратная чемпионка Бельгии (2014, 2015, 2018, 2019). Чемпионка Франции (2019). Двукратная чемпионка Бельгии в помещении (2019, 2020).

## Биография
Начала выступать на крупных соревнованиях в 2012 году. Первоначально занималась прыжками в длину, но позже переквалифицировалась на прыжки в высоту.
Участница чемпионата мира 2019 года.

## Основные результаты
| Год  | Соревнования                      | Место проведения       | Место  | Результат |
| ---- | --------------------------------- | ---------------------- | ------ | --------- |
| 2014 | Летние юношеские Олимпийские игры | Нанкин, Китай          | —      | DNS       |
| 2015 | Чемпионат Европы среди юниоров    | Эскильстуна, Швеция    | 7      | 1,79 м    |
| 2016 | Чемпионат мира среди юниоров      | Быдгощ, Польша         | 13     | 1,79 м    |
| 2017 | Франкоязычные игры                | Абиджан, Кот-д’Ивуар   | 2      | 1,88 м    |
| 2018 | Чемпионат Европы                  | Берлин, Германия       | 23 (q) | 1,81 м    |
| 2019 | Чемпионат Европы в помещении      | Глазго, Великобритания | 20 (q) | 1,85 м    |
| 2019 | Чемпионат Европы среди молодёжи   | Евле, Швеция           | 5      | 1,89 м    |
| 2019 | Чемпионат мира                    | Доха, Катар            | 11     | 1,89 м    |